# Netiv HaAsara
Netiv HaAsara és un poble del districte del sud d'Israel. Netiv HaAsara (en hebreu: נְתִיב הָעֲשָׂרָה) és un moixav del sud d'Israel. Està situat al nord-oest del Nègueb, al costat de la frontera amb la Franja de Gaza. El moixav està sota la jurisdicció del Consell Regional de Hof Ashkelon. El 2021 tenia 900 habitants.

## Història
El poble va ser creat el 1982 per 70 famílies desplaçades de la Península del Sinaí després de la Pau de Camp David. El poble és a 400 metres de la frontera amb la Franja de Gaza. El territori del moixav es troba al costat del control d'Erez. Durant l'atac sorpresa a Israel l'octubre de 2023, els terroristes infiltrats a Israel des de la Franja de Gaza van prendre el control del municipi durant unes hores i van assassinar almenys 15 dels seus residents.